# Bernardo Laureiro
José Bernardo Laureiro Alves (Melo, Cerro Largo, Uruguay, 2 de febrero de 1992) es un futbolista uruguayo que juega como mediocampista ofensivo y actualmente milita en el ART Jalapa de la Primera División de Nicaragua.

## Selección uruguaya
Fue seleccionado uruguayo en la categoría sub-17, con el cual participó en la Copa Mundial de Fútbol Sub-17 de Nigeria 2009 (disputando 4 de los 5 encuentros que disputó su selección el torneo).

## Características
Jugador con gran técnica, buena visión de juego y muy buen pegada. Puede jugar como enganche, mediocampista por izquierda y hasta puede posicionarse como acompañante de un delantero de área.

## Clubes
| Club              | País      | Año       |
| ----------------- | --------- | --------- |
| Defensor Sporting | Uruguay   | 2008-2010 |
| Cerro Largo       | Uruguay   | 2010-2011 |
| Defensor Sporting | Uruguay   | 2011-2012 |
| Barnechea         | Chile     | 2013      |
| Walter Ferretti   | Nicaragua | 2014-2018 |
| Cerro Largo       | Uruguay   | 2018      |
| Diriangén         | Nicaragua | 2019-2022 |
| ART Jalapa        | Nicaragua | 2022-Act. |

## Palmarés

### Campeonatos nacionales
| Competición   | Equipo             | País      | Año  |
| ------------- | ------------------ | --------- | ---- |
| Clausura 2015 | CD Walter Ferretti | Nicaragua | 2015 |
| Copa Primera  | Diriangén          | Nicaragua | 2020 |
| Clausura 2021 | Diriangén          | Nicaragua | 2021 |